# جشنواره بین‌المللی فیلم نروژ
جشنواره بین‌المللی فیلم نروژ (به نروژی: Den norske filmfestivalen) یک جشنواره فیلم است که در هوگسوند نروژ برگزار می‌شود. این جشنواره که به میزبانی دولت نروژ برگزار می‌شود که در سال ۱۹۷۳ بنیان گذاشته شد. مهمترین جایزه جشنواره فیلم نروژ، جایزه آماندا است که در سال ۱۹۸۵ ساخته شد.